# Samfundslitteratur
Samfundslitteratur er et dansk forlag, der udgiver akademiske lærebøger og faglitteratur. Forlaget er ikke en selvstændig virksomhed, men en del af SL fonden, en nonprofit-organisation, som også driver boghandlerkæden Academic Books samt en række akademiske forlag: Roskilde Universitetsforlag, Biofolia, Nyt fra Samfundsvidenskaberne, Copenhagen Business School Press, Kompendieforlaget, Forlaget UCC og Forlaget Metropol. .
Forlagets historie går tilbage til 1967, hvor danske studerende åbnede en akademisk boghandel og et forlag til udgivelse af faglitteratur og lærebøger. Forlaget blev siden til Samfundslitteratur og bliver stadig ledet af en bestyrelse med nuværende og tidligere studerende.
Blandt Samfundslitteraturs kerneområder er organisation og ledelse, kommunikation og medier, studieteknik, metode og videnskabsteori.
Forlagets forfattere tæller bl.a. Lotte Rienecker, Ib Andersen, Knud Illeris, Poula Helth og Richard Gesteland.

## Lærebogsprisen
Hvert år siden 2005 har forlaget uddelt Lærebogsprisen, der med en præmie på 100.000 kr. er Danmarks største faglitterære pris. I 2018 blev prisen vundet af islamforskerne Niels Valdemar Vinding fra Københavns Universitet og Jesper Petersen fra Lunds Universitet for bogprojektet Sharia og samfund – islamisk ret, etik og praksis, der vil se nærmere på, hvordan sharia egentlig praktiseres i danske muslimers hverdag, fremfor hvordan sharia beskrives i Koranen eller andre dele af islams tekstunivers.
Tidligere har bl.a. juraprofessor Ditlev Tamm vundet Lærebogsprisen.
Forlaget afholder også en årlig konkurrence for studerende, Tippet, hvor studerende kan tippe forlaget om en fagbog, de savner.